# Place Johann-Strauss
La place Johann-Strauss se trouve dans le 10e arrondissement de Paris.

## Origine du nom
Elle porte le nom de Johann Strauss II (Vienne, 1825 – Vienne, 1899), fils de Johann Strauss, compositeur et musicien autrichien.

## Historique
La place est créée et prend sa dénomination actuelle en 1979.

## Bâtiments remarquables et lieux de mémoire
On y trouve plusieurs sculptures :

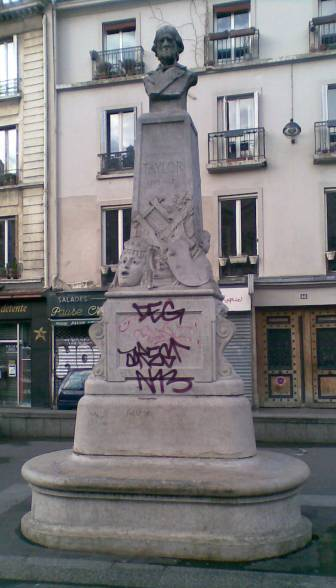
Buste du baron Taylor, place Johann-Strauss (2010).

- un monument au baron Taylor dont une rue voisine de la place porte également son nom. Le baron Taylor habitait en son hôtel au 68 de la rue René-Boulanger ;
- un buste de Johann Strauss, offert par l'association Johann-Strauss en 1980.